# Metar
Metar (prema grč. μέτρον: mjera; oznaka: m) mjerna je jedinica za duljinu i jedna je od osnovnih jedinica u Međunarodnom sustavu. Definicija je usvojena na 17. Općoj konferenciji za utege i mjere 1983. godine i glasi:
Jedan metar jednak je duljini puta koji u vakuumu prijeđe svjetlost za vrijeme od 1/299 792 458 sekunde.

## Decimalni dijelovi i višekratnici
Često korišteni decimalni dijelovi i višekratnici su:
- pikometar, 1 pm = 1·10−12 m
- nanometar, 1 nm = 1·10−9 m (milijarditi dio jednog metra) – npr. za mjerenje valnih duljina vidljive svjetlosti (400–760 nm)
- mikrometar, 1 μm = 1·10−6 m (milijunti dio jednog metra) – npr. u elektronici
- milimetar, 1 mm = 1·10−3 m (tisućiti dio jednog metra) – npr. tehnički nacrti u strojarstvu
- centimetar,  1 cm = 1·10−2 m (stoti dio jednog metra) – npr. tehnički nacrti u građevinarstvu; u svakodnevnom životu, npr. visina ljudskog tijela
- decimetar,  1 dm =1·10-1 m (deseti dio jednog metra)
- kilometar, 1 km = 1·103 m (tisuću metara) – npr. kod trčanja na 5 ili 10 kilometara do 42,195 kilometra (maraton)
- megametar, 1 Mm = 1·106 m (milijun metara) (rijetka praktična primjena)
- gigametar, 1 Gm = 1·109 m (milijun kilometara) – npr. u astronomiji

## Povijest
Metar je prvotno određen 1795. kao temeljna jedinica francuskog mjernog sustava, i to tako da je, u nastojanju da se osloni na prirodnu mjeru, bio definiran kao 40-milijunti dio duljine meridijana. Prve su dvije pramjere metra (takozvani prametri) načinjene 1799. i pohranjene zajedno s pramjerama kilograma (takozvani prakilogrami), jedan par u Arhivu Francuske Republike, a drugi u Nacionalnom institutu. Francuski se mjerni sustav tijekom 19. stoljeća proširio u druge zemlje, pa je 1875. prva skupina zemalja prihvatila Dogovor o metru, na temelju kojega je izrađen međunarodni prametar, koji je 1889. pohranjen u Međunarodnom uredu za utege i mjere u Sèvresu kraj Pariza. Od 1960. metar je bio određen valnom duljinom određenoga elektromagnetskoga zračenja, a od 1983. određen je brzinom svjetlosti, kao jednom od temeljnih prirodnih konstanti (c0 = 299 792 458 m/s). Zbog toga je metar definiran kao duljina puta koju svjetlost prijeđe u zrakopraznom prostoru (vakuum) za vrijeme 299 792 458-og dijela sekunde. Na metru i kilogramu osnivao se Metarski sustav jedinica, iz kojega se razvio današnji Međunarodni sustav mjernih jedinica.

### Dogovor o metru
Dogovor o metru ili Metarska konvencija (fran. Convention du Mètre) je temeljni dokument svjetskoga mjernog jedinstva. Potpisali su ga 20. svibnja 1875. predstavnici 17 zemalja, među njima i ondašnja Austro-Ugarska, u čijem je sastavu tada bila Hrvatska. Do danas je Dogovor o metru potpisalo pedesetak zemalja, među njima one gospodarski najrazvijenije, pa je zato on polazište međunarodne normizacije u razmjeni dobara, usluga i informacija. Dogovorom je osnovan Međunarodni ured za mjere i utege (BIPM) sa sjedištem u dvorcu Pavillon de Breteuil u Sèvresu kraj Pariza. Uredom upravlja Međunarodni odbor za utege i mjere (CIPM), koji imenuje Opća konferencija za utege i mjere (CGPM), sastavljena od izaslanika svih zemalja potpisnica Dogovora. Ured je vrhunsko međunarodno znanstveno mjeriteljsko središte, u kojem se nalaze mnogi laboratoriji. Glavne su mu zadaće izradba, uspoređivanje i čuvanje međunardonih pramjera i njihovih kopija, uspoređivanje nacionalnih pramjera, etalona i određivanje fizikalnih stalnica. U njegovu se trezoru čuvaju međunarodni prametar (samo od povijesne važnosti) te i danas važeći međunarodni prakilogram. Dogovorom je međunarodno prihvaćen Metarski sustav jedinica, nastao u Francuskoj 1795. iz kojega se razvio današnji Međunarodni sustav mjernih jedinica (SI), prihvaćen 1960., koji je polazište suvremenoga međunarodnoga mjernog jedinstva.

### Metarski sustav jedinica
Metarski sustav jedinica je uređeni skup mjernih jedinica, nastao u Francuskoj 1795. kako bi se stvorio sustav mjernih jedinica za sva vremena, za sve narode, za razliku od dotadašnjih, koje su se oslanjale na autoritet i često se mijenjale s promjenom vlasti ili vladara. Pokušalo se jedinice osloniti na prirodne pramjere, odabrati za svaku veličinu po jednu jedinicu, a od nje decimalnim postupkom tvoriti veće i manje jedinice. Za jedinicu duljine odabran je 40-milijunti dio duljine meridijana, nazvan metar, a iz njega slijedi jedinica ploštine četvorni metar i jedinica obujma kubni metar. Za jedinicu mase (tada se nazivala težinom) odabrana je masa kubnoga centimetra vode, nazvana gram, a naknadno se ustalila tisuću puta veća jedinica, kilogram. Iz decimalnih jedinica Metarskoga sustava razvile su se i neke jedinice s posebnim nazivima, na primjer ar, hektar, litra, tona.
Metarski sustav jedinica razvijao se i proširivao tijekom 19. stoljeća, pojedine su jedinice dobivale posebne nazive (amper, om, volt, vat i drugo), a iz njega je 1901. nastao Giorgijev sustav ili MKSA-sustav, osnovan na jedinicama metar, kilogram, sekunda i amper, iz kojega se razvio današnji Međunarodni sustav mjernih jedinica.

### Međunarodni sustav mjernih jedinica
Međunarodni sustav mjernih jedinica ili međunarodni sustav jedinica (oznaka SI, prema fran. Système international d’unités) je sustav mjernih jedinica, razvijen iz Metarskoga sustava jedinica, međunarodno prihvaćen 1960., nakon čega je općenito prihvaćen gotovo u cijelome svijetu. Sastoji se od 7 osnovnih jedinica (metar; kilogram; sekunda; amper; kelvin; mol; kandela), jedne posebne (celzijev stupanj ili °C) i 21 izvedene jedinice s posebnim nazivima i znakovima, od kojih se tvore ostale izvedene jedinice. Od toga je 19 jedinica nazvano prema znamenitim znanstvenicima, a 9 prema nazivima na grčkom i latinskom jeziku. Temeljno mu je svojstvo suvislost (koherentnost), to jest između njegovih je jedinica jednostavan odnos (pretvorbeni je faktor jedan). Od njegovih se jedinica s posebnim nazivima i znakovima prema potrebi decimalnim postupkom tvori do deset većih i do deset manjih jedinica. Primjenljiv je u svim područjima ljudske djelatnosti i u svim granama znanosti i tehnike.

## Vanjske poveznice
- [neaktivna poveznica]
- Međunarodni odbor za utege i mjere (BIPM)